# Лак-Иро
Лак-Иро (араб. مقاطعة بحيرة إيرو‎, Muqāṭaʿâtu Buḥayrâti Īrū, фр. Lac Iro) — один из трёх департаментов административного региона Среднее Шари в республике Чад. Столица департамента расположена в городе Кьябе.

## Население
По данным переписи населения, в 2009 году в департаменте проживали 174 195 человек (86 417 мужчин и 87 778 женщин). По другим данным, в 2012 году количество населения департамента Лак-Иро составляло 173 822 человек.

## Административное деление
Департамент Лак-Иро включает в себя 9 подпрефектур:
- Алако;
- Бальтубай;
- Бохобе;
- Бум-Кабир;
- Динджебо;
- Кьябе;
- Нгондей;
- Роро;
- Сингако.

## Префекты
- 29 июня 2007 года: Амадей Абделькерим Бакхит.